# Kalistrat Szerozija
Kalistrat Nestorowicz Szerozija (ros. Калистрат Несторович Шерозия, ur. 1905 we wsi Nakipu w Gruzji, zm. w grudniu 1942 w Tbilisi) - gruziński i radziecki działacz komunistyczny, II sekretarz KC Komunistycznej Partii (bolszewików) Gruzji (1938-1942).
Ukończył technikum w Zugdidi i w 1927 Tbiliski Instytut Pedagogiczny. Od 1928 w WKP(b), funkcjonariusz partyjny i państwowy w Gori, później redaktor gazety w Gori, Zugdidi i Kutaisi, 1932-1933 kierownik wydziału partyjnej gazety "Komunisti", potem kierownik wydziału propagandy i agitacji Komitetu Miejskiego KP(b)G w Kutaisi i sekretarz rejonowego komitetu KP(b)G. Od listopada 1937 do sierpnia 1937 kierownik Wydziału Szkolnictwa i Nauki KC KP(b)G, od 19 czerwca 1938 członek KC KP(b)G, równocześnie od 31 sierpnia 1938 do śmierci członek Biura Politycznego KC i II sekretarz KC KP(b)G. Odznaczony Orderem Lenina (24 lutego 1941) i Orderem Czerwonego Sztandaru (13 grudnia 1942).